# Ваља Лознеј (Салаж)
Ваља Лознеј (рум. Valea Loznei) насеље је у Румунији у округу Салаж у општини Лозна. Oпштина се налази на надморској висини од 326 m.

## Становништво
Према подацима из 2002. године у насељу је живело 253 становника, од којих су сви румунске националности.